# Michael Gerber
Michael Gerber (Oberkirch, 15 gennaio 1970) è un vescovo cattolico tedesco, dal 13 dicembre 2018 vescovo di Fulda.

## Biografia
Michael Gerber è nato a Oberkirch il 15 gennaio 1970.

### Formazione e ministero sacerdotale
Dopo aver conseguito il diploma presso l'Hans-Furler-Gymnasium di Oberkirch, dal 1989 al 1995 ha studiato filosofia e teologia cattolica presso l'Università di Friburgo in Brisgovia e la Pontificia Università Gregoriana di Roma. Nel 2007 ha conseguito il dottorato in teologia magna cum laude presso la Facoltà di teologia dell'Università di Friburgo in Brisgovia con una tesi intitolata "Zur Liebe berufen: Pastoraltheologische Kriterien für die Formung geistlicher Berufe in Auseinandersetzung mit Luigi M. Rulla und Josef Kentenich" ("Chiamati all'amore: criteri teologici pastorali per la formazione delle vocazioni spirituali in dialogo con Luigi M. Rulla e Josef Kentenich") e avente per oggetto i fondamenti teologico-antropologici per la formazione e l'addestramento delle vocazioni clericali.
Da seminarista ha prestato servizio pastorale a Bietigheim, vicino Rastatt, dal 1992 al 1993, nella parrocchia del Sacro Cuore a Ettlingen e nella parrocchia di San Giorgio a Völkersbach, nei pressi di Malsch, dal 1995 al 1996.
Il 15 dicembre 1996 è stato ordinato diacono. L'11 maggio 1997 è stato ordinato presbitero per l'arcidiocesi di Friburgo in Brisgovia da monsignor Oskar Saier, arcivescovo metropolita di Friburgo in Brisgovia. In seguito è stato vicario parrocchiale a Malsch dal 1997 al 1999, cappellano della comunità universitaria cattolica del quartiere di Littenweiler a Friburgo in Brisgovia dal 1999 al 2001, collaboratore ossia repetitor nell'allora convitto teologico arcivescovile "Collegium Borromaeum" di Friburgo in Brisgovia dal 2001 al 2002, vice-rettore del seminario teologico arcivescovile dal 2002 al 2006, vice-rettore del nuovo seminario arcivescovile "Collegium Borromaeum" dal 2006 al 2011 e rettore dello stesso dal 2011.
Fin da giovane è stato coinvolto nel Movimento di Schönstatt e durante gli studi è entrato a far parte dell'Istituto dei Sacerdoti Diocesani di Schönstatt. Dal 2005 al 2013 è stato membro della Direzione generale della Comunità Sacerdotale Internazionale.

### Ministero episcopale

Stemma di monsignor Gerber come vescovo ausiliare di Friburgo in Brisgovia.

Il 12 giugno 2013 papa Francesco lo ha nominato vescovo ausiliare di Friburgo in Brisgovia e titolare di Migirpa. Ha ricevuto l'ordinazione episcopale l'8 settembre successivo nella cattedrale di Nostra Signora a Friburgo in Brisgovia dall'arcivescovo metropolita di Friburgo in Brisgovia Robert Zollitsch, co-consacranti i vescovi ausiliari della stessa arcidiocesi Rainer Klug e Bernd Joachim Uhl.
Ha prestato servizio come vicario episcopale per l'Università e la pastorale universitaria dal 2013 al 2015, per le comunità e le persone di vita consacrata, le comunità e i movimenti spirituali dal 2014 e per l'educazione e la formazione pastorale dal 2015.
Nel novembre del 2015 ha compiuto la visita ad limina.
Il 13 dicembre 2018 papa Francesco lo ha nominato vescovo di Fulda. Ha preso possesso della diocesi il 31 marzo successivo con una cerimonia tenutasi nella cattedrale del Santissimo Salvatore a Fulda.
Nel novembre del 2022 ha compiuto una seconda visita ad limina.
Dal 26 settembre 2023 è vicepresidente della Conferenza episcopale tedesca. In seno alla stessa è presidente della IV commissione per le vocazioni e i servizi ecclesiali dal 2022, membro della XII commissione per i giovani dal 2016, membro del commissariato della diaspora dei vescovi tedeschi dal settembre 2021, membro della commissione di coordinamento tra la Conferenza episcopale tedesca e la Conferenza tedesca dei superiori degli ordini religiosi, membro del gruppo specialistico per le questioni relative agli abusi sessuali e alle esperienze di violenza dal marzo del 2023  e membro della Conferenza congiunta della Conferenza episcopale tedesca e del Comitato centrale dei cattolici tedeschi dal settembre del 2023. In precedenza è stato membro della IV commissione per le vocazioni e i servizi ecclesiali  e della VII commissione per la scienza e la cultura dal settembre 2013.

## Opinioni
Nel giugno del 2021, Gerber ha approvato le richieste di riforma del Cammino sinodale, come l'ordinazione delle donne, la riforma dell'insegnamento della morale sessuale e l'abolizione dell'obbligatorietà del celibato sacerdotale con modalità quali la possibilità di ordinare viri probati.

## Opere
- Michael Gerber, Zur Liebe berufen. Pastoraltheologische Kriterien für die Formung geistlicher Berufe in Auseinandersetzung mit Luigi M. Rulla und Josef Kentenich, Würzburg, Echter Verlag, 2008,  pp. 393, ISBN 978-3-429-02993-7. URL consultato il 19 marzo 2025.
- Michael Gerber, Barfuß klettern. Ermutigungen für Christen heute, Friburgo in Brisgovia, Herder, 2019, ISBN 978-3-451-38821-7. URL consultato il 19 marzo 2025.

## Genealogia episcopale
La genealogia episcopale è:
- Cardinale Scipione Rebiba
- Cardinale Giulio Antonio Santori
- Cardinale Girolamo Bernerio, O.P.
- Arcivescovo Galeazzo Sanvitale
- Cardinale Ludovico Ludovisi
- Cardinale Luigi Caetani
- Cardinale Ulderico Carpegna
- Cardinale Paluzzo Paluzzi Altieri degli Albertoni
- Papa Benedetto XIII
- Papa Benedetto XIV
- Papa Clemente XIII
- Cardinale Marcantonio Colonna
- Cardinale Giacinto Sigismondo Gerdil, B.
- Cardinale Giulio Maria della Somaglia
- Cardinale Carlo Odescalchi, S.I.
- Vescovo Eugène de Mazenod, O.M.I.
- Cardinale Joseph Hippolyte Guibert, O.M.I.
- Cardinale François-Marie-Benjamin Richard
- Cardinale Pietro Gasparri
- Arcivescovo Cesare Orsenigo
- Cardinale Josef Frings
- Arcivescovo Wendelin Rauch
- Arcivescovo Eugen Viktor Paul Seiterich
- Arcivescovo Hermann Josef Schäufele
- Arcivescovo Oskar Saier
- Arcivescovo Robert Zollitsch
- Vescovo Michael Gerber